# Championnat d'Europe de Formule 2 1972
Navigation
1971 1973
Le championnat d'Europe de Formule 2 1972 a été remporté par le Britannique Mike Hailwood, sur une Surtees-Cosworth de l'écurie Team Surtees.

## Règlement sportif
- L'attribution des points s'effectue selon le barème 9,6,4,3,2,1 (comme en Formule 1 à la même période). Seuls les 8 meilleurs scores sont comptabilisés dans le résultat final.
- Les pilotes de grade "A" ne peuvent pas inscrire de points. Le grade "A" est attribué aux pilotes ayant déjà fait leurs preuves dans le championnat du monde de Formule 1 ou celui d'Endurance.

## Engagés
| Écurie                                                                         | Constructeur   | Chassis   | Moteur                                                                     | Pneu | Pilote                | Manches                  |
| ------------------------------------------------------------------------------ | -------------- | --------- | -------------------------------------------------------------------------- | ---- | --------------------- | ------------------------ |
| STP March Engineering                                                          | March-Ford     | 722       | Ford Cosworth BDA 2.0 L4 Ford Cosworth BDF 2.0 L4                          | G    | Ronnie Peterson       | 1-2, 6, 10, 12, 14       |
| STP March Engineering                                                          | March-Ford     | 722       | Ford Cosworth BDA 2.0 L4 Ford Cosworth BDF 2.0 L4                          | G    | Niki Lauda            | 1-10, 12, 14             |
| STP March Engineering                                                          | March-Ford     | 722       | Ford Cosworth BDA 2.0 L4 Ford Cosworth BDF 2.0 L4                          | G    | Jochen Mass           | 3-5, 7                   |
| Elf Coombs Racing John Coombs Racing Gomm Metal Developments                   | March-Ford     | 722       | Ford Cosworth BDA 2.0 L4 Ford Cosworth BDF 2.0 L4                          | G    | Jean-Pierre Jabouille | 1, 9-11                  |
| Elf Coombs Racing John Coombs Racing Gomm Metal Developments                   | March-Ford     | 722       | Ford Cosworth BDA 2.0 L4 Ford Cosworth BDF 2.0 L4                          | G    | Adrian Wilkins        | 1-10, 13-14              |
| Elf Coombs Racing John Coombs Racing Gomm Metal Developments                   | March-Ford     | 722       | Ford Cosworth BDA 2.0 L4 Ford Cosworth BDF 2.0 L4                          | G    | François Cevert       | 2-5, 7                   |
| Elf Coombs Racing John Coombs Racing Gomm Metal Developments                   | March-Ford     | 722       | Ford Cosworth BDA 2.0 L4 Ford Cosworth BDF 2.0 L4                          | G    | Patrick Depailler     | 4-5, 7-10, 12-14         |
| Elf Coombs Racing John Coombs Racing Gomm Metal Developments                   | Elf-Ford       | 2         | Ford Cosworth BDA 2.0 L4                                                   | G    | Patrick Depailler     | 3, 6, 11                 |
| Elf Coombs Racing John Coombs Racing Gomm Metal Developments                   | Elf-Ford       | 2         | Ford Cosworth BDA 2.0 L4                                                   | G    | Jean-Pierre Jabouille | 4, 7-8, 12-14            |
| Clarke-Mordaunt-Guthrie Racing                                                 | March-Ford     | 722       | Ford Cosworth BDA 2.0 L4                                                   | G    | Mike Beuttler         | 1-8, 10-12               |
| LEC Refrigeration Racing                                                       | March-Ford     | 722       | Ford Cosworth BDA 2.0 L4                                                   | G    | David Purley          | 1-10, 13                 |
| Squadra Tartaruga                                                              | March-Ford     | 722       | Ford Cosworth BDE 1.8 L4 Ford Cosworth BDA 2.0 L4                          | G    | Xavier Perrot         | 1, 3, 6, 14              |
| Peter Bloore Racing Space Racing                                               | March-Ford     | 722       | Ford Cosworth BDA 2.0 L4 Ford Cosworth BDE 1.8 L4                          | G    | Brett Lunger          | 1-3, 5-10, 14            |
| Peter Bloore Racing Space Racing                                               | March-Ford     | 722       | Ford Cosworth BDA 2.0 L4 Ford Cosworth BDE 1.8 L4                          | G    | Hiroshi Kazato        | 1-12                     |
| Motul Rondel Racing                                                            | Brabham-Ford   | BT38      | Ford Cosworth BDF 2.0 L4 Ford Cosworth BDA 2.0 L4 Ford Cosworth BDE 1.8 L4 | G    | Carlos Reutemann      | 1-2, 5-12, 14            |
| Motul Rondel Racing                                                            | Brabham-Ford   | BT38      | Ford Cosworth BDF 2.0 L4 Ford Cosworth BDA 2.0 L4 Ford Cosworth BDE 1.8 L4 | G    | Bob Wollek            | 1, 3-10, 12-14           |
| Motul Rondel Racing                                                            | Brabham-Ford   | BT38      | Ford Cosworth BDF 2.0 L4 Ford Cosworth BDA 2.0 L4 Ford Cosworth BDE 1.8 L4 | G    | Henri Pescarolo       | 2-5, 7, 11, 14           |
| Motul Rondel Racing                                                            | Brabham-Ford   | BT38      | Ford Cosworth BDF 2.0 L4 Ford Cosworth BDA 2.0 L4 Ford Cosworth BDE 1.8 L4 | G    | Tim Schenken          | 2, 6, 10, 14             |
| Motul Rondel Racing                                                            | Brabham-Ford   | BT38      | Ford Cosworth BDF 2.0 L4 Ford Cosworth BDA 2.0 L4 Ford Cosworth BDE 1.8 L4 | G    | Max Jean              | 4, 13                    |
| Motul Rondel Racing                                                            | Brabham-Ford   | BT38      | Ford Cosworth BDF 2.0 L4 Ford Cosworth BDA 2.0 L4 Ford Cosworth BDE 1.8 L4 | G    | Jean-Pierre Beltoise  | 5, 7                     |
| Motul Rondel Racing                                                            | Brabham-Ford   | BT38      | Ford Cosworth BDF 2.0 L4 Ford Cosworth BDA 2.0 L4 Ford Cosworth BDE 1.8 L4 | G    | Reine Wisell          | 10                       |
| Motul Rondel Racing                                                            | Brabham-Ford   | BT38      | Ford Cosworth BDF 2.0 L4 Ford Cosworth BDA 2.0 L4 Ford Cosworth BDE 1.8 L4 | G    | Gerry Birrell         | 13                       |
| FIRST                                                                          | Brabham-Ford   | BT36 BT38 | Ford Cosworth BDA 2.0 L4                                                   | ?    | Peter Westbury        | 1-2, 4-5, 7, 9, 13-14    |
| Uniacke Chemicals Richard Scott                                                | Brabham-Ford   | BT36 BT38 | Ford Cosworth BDA 2.0 L4 Ford Cosworth BDE 1.8 L4                          | G    | Richard Scott         | 1-10, 13-14              |
| Team Viking                                                                    | Brabham-Ford   | BT28 BT38 | Ford Cosworth BDA 2.0 L4                                                   | ?    | Tom Belsø             | 1-7, 10, 13-14           |
| Team Bardahl                                                                   | March-Ford     | 712M      | Ford Cosworth BDE 1.8 L4                                                   | G    | Wilson Fittipaldi     | 1                        |
| Team Bardahl                                                                   | Brabham-Ford   | BT38      | Ford Cosworth BDE 1.8 L4 Ford Cosworth BDA 2.0 L4                          | G    | Wilson Fittipaldi     | 2-9, 11-12, 14           |
| Nicoby Racing John Wingfield                                                   | Brabham-Ford   | BT36      | Ford Cosworth BDA 2.0 L4                                                   | ?    | John Wingfield        | 1-5, 9, 13-14            |
| Edward Reeves Racing                                                           | Brabham-Ford   | BT35 BT38 | Ford Cosworth BDA 2.0 L4                                                   | F    | Dave Morgan           | 1-2, 4-9, 12             |
| Richard Barker                                                                 | Brabham-Ford   | BT28      | Ford Cosworth BDA 1.6 L4                                                   | ?    | Dick Barker           | 1, 5                     |
| Matchbox Team Surtees FINA Team Surtees                                        | Surtees-Ford   | TS10      | Ford Cosworth BDA 2.0 L4 Ford Cosworth BDE 1.8 L4                          | F    | Mike Hailwood         | All                      |
| Matchbox Team Surtees FINA Team Surtees                                        | Surtees-Ford   | TS10      | Ford Cosworth BDA 2.0 L4 Ford Cosworth BDE 1.8 L4                          | F    | John Surtees          | 2, 5, 7, 9               |
| Matchbox Team Surtees FINA Team Surtees                                        | Surtees-Ford   | TS10      | Ford Cosworth BDA 2.0 L4 Ford Cosworth BDE 1.8 L4                          | F    | Carlos Ruesch         | 3-14                     |
| Matchbox Team Surtees FINA Team Surtees                                        | Surtees-Ford   | TS10      | Ford Cosworth BDA 2.0 L4 Ford Cosworth BDE 1.8 L4                          | F    | Andrea de Adamich     | 4-5, 8-9, 11, 14         |
| Matchbox Team Surtees FINA Team Surtees                                        | Surtees-Ford   | TS10      | Ford Cosworth BDA 2.0 L4 Ford Cosworth BDE 1.8 L4                          | F    | Dieter Quester        | 8                        |
| Matchbox Team Surtees FINA Team Surtees                                        | Surtees-Ford   | TS10      | Ford Cosworth BDA 2.0 L4 Ford Cosworth BDE 1.8 L4                          | F    | Carlos Pace           | 11-12                    |
| Matchbox Team Surtees FINA Team Surtees                                        | Surtees-Ford   | TS10      | Ford Cosworth BDA 2.0 L4 Ford Cosworth BDE 1.8 L4                          | F    | José Dolhem           | 13                       |
| GRS International Elmo International                                           | GRD-Ford       | 272       | Ford Cosworth FVA 1.6 L4 Ford Cosworth BDE 1.8 L4 Ford Cosworth BDA 2.0 L4 | F    | Tetsu Ikuzawa         | 1, 3-4, 6-7, 9-10, 13-14 |
| GRS International Elmo International                                           | GRD-Ford       | 272       | Ford Cosworth FVA 1.6 L4 Ford Cosworth BDE 1.8 L4 Ford Cosworth BDA 2.0 L4 | F    | Roland Saloman        | 3                        |
| GRS International Elmo International                                           | GRD-Ford       | 272       | Ford Cosworth FVA 1.6 L4 Ford Cosworth BDE 1.8 L4 Ford Cosworth BDA 2.0 L4 | F    | Reine Wisell          | 4                        |
| GRS International Elmo International                                           | GRD-Ford       | 272       | Ford Cosworth FVA 1.6 L4 Ford Cosworth BDE 1.8 L4 Ford Cosworth BDA 2.0 L4 | F    | Tom Walkinshaw        | 5, 7                     |
| GRS International Elmo International                                           | GRD-Ford       | 272       | Ford Cosworth FVA 1.6 L4 Ford Cosworth BDE 1.8 L4 Ford Cosworth BDA 2.0 L4 | F    | Claude Bourgoignie    | 5, 7                     |
| GRS International Elmo International                                           | GRD-Ford       | 272       | Ford Cosworth FVA 1.6 L4 Ford Cosworth BDE 1.8 L4 Ford Cosworth BDA 2.0 L4 | F    | Hiroshi Kazato        | 14                       |
| GRS International Elmo International                                           | March-Ford     | 722       | Ford Cosworth BDA 2.0 L4                                                   | G    | Hiroshi Kazato        | 13                       |
| Bruce McLaren Motor Racing Ltd Impact Group                                    | McLaren-Ford   | M21       | Ford Cosworth BDF 2.0 L4 Ford Cosworth BDE 1.8 L4                          | G    | Jody Scheckter        | 1-2, 4-10, 13            |
| Team Ensign                                                                    | Ensign-Ford    | LNF2      | Ford Cosworth BDA 2.0 L4                                                   | F    | John Burton           | 1-2                      |
| Chevron Racing Team                                                            | Chevron-Ford   | B20       | Ford Cosworth BDA 2.0 L4                                                   | F    | Peter Gethin          | 1-2, 4, 6-10, 12, 14     |
| Chevron Racing Team                                                            | Chevron-Ford   | B20       | Ford Cosworth BDA 2.0 L4                                                   | F    | Vic Elford            | 5                        |
| Alida - Graham Eden Racing                                                     | Chevron-Ford   | B18       | Ford Cosworth BDA 2.0 L4                                                   | ?    | Cyd Williams          | 1                        |
| Tate of Leeds Racing Jägermeister Racing Team                                  | Brabham-Ford   | BT36 BT38 | Ford Cosworth BDA 2.0 L4                                                   | ?    | Graham Hill           | 2-5, 7, 9, 12, 14        |
| Elcom Racing Team                                                              | Brabham-Ford   | BT38      | Ford Cosworth BDE 1.8 L4                                                   | ?    | Claudio Francisci     | 2-4, 7-9, 11-14          |
| Écurie ASCA                                                                    | Brabham-Ford   | BT38      | Ford Cosworth BDA 2.0 L4                                                   | F    | Jean-Pierre Jaussaud  | 2-14                     |
| Écurie ASCA                                                                    | Brabham-Ford   | BT38      | Ford Cosworth BDA 2.0 L4                                                   | F    | Adam Potocki          | 3-7, 9-11, 13-14         |
| Sports Motors (Manchester) Sports Motors Coca Cola Bottlers Manchester         | March-Ford     | 722       | Ford Cosworth BDA 2.0 L4                                                   | G    | Gerry Birrell         | 2, 4-5, 10               |
| Shell - Meubles Arnold Team                                                    | March-Ford     | 722       | Ford Cosworth BDE 1.8 L4 Ford Cosworth BDA 2.0 L4                          | ?    | Jean-Pierre Jarier    | 2-3                      |
| Shell - Meubles Arnold Team                                                    | March-Ford     | 722       | Ford Cosworth BDE 1.8 L4 Ford Cosworth BDA 2.0 L4                          | ?    | Jean-Pierre Beltoise  | 4                        |
| Shell - Meubles Arnold Team                                                    | March-Ford     | 722       | Ford Cosworth BDE 1.8 L4 Ford Cosworth BDA 2.0 L4                          | ?    | José Dolhem           | 5-12, 14                 |
| Banting & Earle Racing Team Brazilian Racing Team Pygmée Racing Team           | Pygmée-Ford    | MDB17     | Ford Cosworth BDA 2.0 L4                                                   | ?    | Carlos Pace           | 2-4, 8                   |
| Banting & Earle Racing Team Brazilian Racing Team Pygmée Racing Team           | Pygmée-Ford    | MDB17     | Ford Cosworth BDA 2.0 L4                                                   | ?    | Patrick Dal Bo        | 2-4, 6-11, 13-14         |
| Banting & Earle Racing Team Brazilian Racing Team Pygmée Racing Team           | Pygmée-Ford    | MDB17     | Ford Cosworth BDA 2.0 L4                                                   | ?    | Lian Duarté           | 2-4, 7-9                 |
| Banting & Earle Racing Team Brazilian Racing Team Pygmée Racing Team           | Pygmée-Ford    | MDB17     | Ford Cosworth BDA 2.0 L4                                                   | ?    | Jean-Louis Lafosse    | 13                       |
| Leda Engineering Allan McCall Team Tui                                         | Leda-Tui-Ford  | AM29 BH2  | Ford Cosworth BDA 2.0 L4                                                   | G F  | Bert Hawthorne        | 2-3                      |
| Leda Engineering Allan McCall Team Tui                                         | Leda-Tui-Ford  | AM29 BH2  | Ford Cosworth BDA 2.0 L4                                                   | G F  | John Watson           | 5-10                     |
| Leda Engineering Allan McCall Team Tui                                         | Leda-Tui-Ford  | AM29 BH2  | Ford Cosworth BDA 2.0 L4                                                   | G F  | Dave Morgan           | 13-14                    |
| Bernd Terbeck                                                                  | Brabham-Ford   | BT36      | Ford Cosworth BDA 2.0 L4                                                   | ?    | Bernd Terbeck         | 3                        |
| Beta Utensili Racing                                                           | March-Ferrari  | 712M      | Ferrari Dino 206 2.0 V6                                                    | ?    | Ernesto Brambilla     | 3                        |
| Beta Utensili Racing                                                           | March-Ford     | 712M      | Ford Cosworth BDE 1.8 L4                                                   | ?    | Ernesto Brambilla     | 8-9, 12, 14              |
| Beta Utensili Racing                                                           | March-Ford     | 712M      | Ford Cosworth BDE 1.8 L4                                                   | ?    | Vittorio Brambilla    | 8-9                      |
| Scuderia Jolly Club Switzerland Silvio Moser Racing Team SA Scuderia del Lario | March-Ford     | 712M      | Ford Cosworth FVA 1.6 L4 Ford Cosworth BDE 1.8 L4                          | ?    | Peter Korda           | 3, 14                    |
| Scuderia Jolly Club Switzerland Silvio Moser Racing Team SA Scuderia del Lario | Brabham-Ford   | BT38      | Ford Cosworth BDA 2.0 L4 Ford Cosworth BDE 1.8 L4                          | ?    | Silvio Moser          | 4-6, 8-9, 11, 13-14      |
| Scuderia Jolly Club Switzerland Silvio Moser Racing Team SA Scuderia del Lario | Brabham-Ford   | BT38      | Ford Cosworth BDA 2.0 L4 Ford Cosworth BDE 1.8 L4                          | ?    | Giancarlo Gagliardi   | 5-7                      |
| Roland Binder                                                                  | Brabham-Ford   | BT36      | Ford Cosworth BDA 2.0 L4 Ford Cosworth BDE 1.8 L4                          | ?    | Roland Binder         | 3, 5-6, 12, 14           |
| Moonraker Power Yachts Texaco Team Lotus                                       | Lotus-Ford     | 69        | Ford Cosworth BDF 2.0 L4 Ford Cosworth BDA 2.0 L4                          | F    | Emerson Fittipaldi    | 4, 6-8, 14               |
| Tom Wheatcroft Racing                                                          | March-Ford     | 722       | Ford Cosworth BDA 2.0 L4                                                   | ?    | Roger Williamson      | 4, 7-8                   |
| Fred Stalder                                                                   | Pygmée-Ford    | MDB17     | Ford Cosworth FVA 1.6 L4                                                   | ?    | Fred Stalder          | 4, 6-7, 9                |
| Eifelland Wohnwagenbau                                                         | Eifelland-Ford | 22        | Ford Cosworth BDA 2.0 L4                                                   | ?    | Hannelore Werner      | 6                        |
| Eifelland Wohnwagenbau                                                         | Eifelland-Ford | 22        | Ford Cosworth BDA 2.0 L4                                                   | ?    | Werner Schommers      | 6                        |
| Peter Korda                                                                    | March-Ford     | 712M      | Ford Cosworth FVA 1.6 L4                                                   | ?    | Peter Korda           | 6                        |
| Frank Williams Racing Cars                                                     | Brabham-Ford   | BT38      | Ford Cosworth BDE 1.8 L4                                                   | ?    | Giancarlo Gagliardi   | 9                        |
| Georges Schäfer ACA Racing                                                     | Chevron-Ford   | B18       | Ford Cosworth BDA 2.0 L4 Ford Cosworth BDE 1.8 L4                          | ?    | Georges Schäfer       | 11, 14                   |
| Hesketh Racing                                                                 | March-Ford     | 712M      | Ford Cosworth BDA 2.0 L4                                                   | ?    | James Hunt            | 12-14                    |
| Malaysia-Singapore Airlines                                                    | March-Ford     | 722       | Ford Cosworth BDA 2.0 L4                                                   | ?    | Vern Schuppan         | 14                       |
| Claude Bourgoignie                                                             | GRD-Ford       | 272       | Ford Cosworth BDA 2.0 L4                                                   | ?    | Claude Bourgoignie    | 14                       |
| Werner Christmann                                                              | March-Ford     | 722       | Ford Cosworth BDA 2.0 L4                                                   | ?    | Werner Christmann     | 14                       |

## Courses de la saison 1972
| no | Date         | Épreuve                                   | Lieu              | Vainqueur            | Voiture      | Équipe            | Résumé  |
| -- | ------------ | ----------------------------------------- | ----------------- | -------------------- | ------------ | ----------------- | ------- |
| 45 | 12 mars      | John Player F2                            | Mallory Park      | Dave Morgan          | Brabham-Ford | Reeves Racing     | Résumé  |
| 46 | 3 avril      | BARC 200                                  | Thruxton          | Ronnie Peterson      | March-Ford   | March Engineering | Résumé  |
| 47 | 16 avril     | Trophée d'Allemagne                       | Hockenheim        | Jean-Pierre Jaussaud | Brabham-Ford | Écurie A.S.C.A.   | Résumé  |
| 48 | 7 mai        | Grand Prix de Pau                         | Pau               | Peter Gethin         | Chevron-Ford | Chevron Racing    | Résumé  |
| 49 | 29 mai       | Grand Trophée de Londres                  | Crystal Palace    | Jody Scheckter       | McLaren-Ford | McLaren           | Résumé  |
| 50 | 11 juin      | Coupe du Rhin                             | Hockenheim        | Emerson Fittipaldi   | Lotus-Ford   | Team Lotus        | Résumé  |
| 51 | 25 juin      | Grand Prix de Rouen                       | Rouen-les-Essarts | Emerson Fittipaldi   | Lotus-Ford   | Team Lotus        | Résumé  |
| 52 | 9 juillet    | Course Mémorielle Jochen Rindt            | Spielberg         | Emerson Fittipaldi   | Lotus-Ford   | Team Lotus        | Résumé  |
| 53 | 23 juillet   | Grand Prix de la cité d'Imola             | Imola             | John Surtees         | Surtees-Ford | Team Surtees      | Résumé  |
| 54 | 6 aout       | Trophée de Mantorp Park F2                | Mantorp           | Mike Hailwood        | Surtees-Ford | Team Surtees      | Résumé  |
| 55 | 20 aout      | Grand Prix de la Méditerranée             | Enna              | Henri Pescarolo      | Brabham-Ford | Williams          | Résumé  |
| 56 | 3 septembre  | Prix du Festival de la Ville de Salzbourg | Salzbourg         | Mike Hailwood        | Surtees-Ford | Team Surtees      | Résumé  |
| 57 | 24 septembre | Grand Prix d'Albi                         | Albi              | Jean-Pierre Jaussaud | Brabham-Ford | Écurie A.S.C.A.   | Résumé  |
| 58 | 1er octobre  | Prix de Bade-Wurtemberg et de Hesse       | Hockenheim        | Tim Schenken         | Brabham-Ford | Team Surtees      | Résumé  |
| -  | 15 octobre   | Grand Prix de Rome                        | Vallelunga        | Annulée              | Annulée      | Annulée           | Annulée |

## Liste des Grands Prix disputés cette saison ne comptant pas pour le championnat
| Nom                                     | Circuit     | Date     | Vainqueur   | Constructeur |
| --------------------------------------- | ----------- | -------- | ----------- | ------------ |
| XXXV Internationales ADAC-Eifelrennen   | Nürburgring | 30 avril | Jochen Mass | March-Ford   |
| XIV Gran Premio della Lotteria di Monza | Monza       | 29 juin  | Graham Hill | Brabham-Ford |